# Has Laran (Ort, Mantelolão)
Has Laran ist eine Ortschaft im Suco Mantelolão (Verwaltungsamt Metinaro, Gemeinde Dili).
Die Siedlung ist trotz ihrer Nähe zur Landeshauptstadt Dili relativ abgelegen. Sie ist nur über einen 90-minütigen Fußmarsch zu erreichen. Sie liegt an der Nordgrenze der Aldeia Has Laran, auf einer Meereshöhe von 565 m auf einem Hügel zwischen kleinen Flüssen, wie den Lihobani, die in der Regenzeit Wasser in den Nördlichen Laclós führen. Unterhalb befindet sich jenseits der Grenze in der Aldeia Lebutun der Ort Lebutun mit der nächstgelegenen Grundschule.